# Мухаммед Алі-бей аль-Абід
Мухаммед Алі Бей аль-Абід (араб. محمد علي بك العابد, ; 1867 — 22 жовтня 1939) або, як він писав своє ім'я французькою мовою, Мехмед Алі Абед, був призначений президентом Сирійської Республіки (з 11 червня 1932 року до 21 грудня 1936 року) як кандидат націоналістичного сирійського парламенту в Дамаску після того, як країна отримала часткове визнання суверенітету від Франції. Франція погодилася визнати Сирію як державу під сильним націоналістичним тиском, але повністю не вивела свої війська до 1946 року.

## Життя

### Побут і освіта
Мухаммед Алі аль-Абід народився в Дамаску, тоді в Османській імперії. Його батько, Ахмад Іззат аль-Абід, син Хавлу аль-Абіда, спочатку виховувалися в Дамаску, перш ніж продовжити освіту в Бейрут, Бейрутський вілаєт. Ахмад Іззат аль-Абід, який вільно володів арабською, французькою та турецькою, почав працювати в адміністрації Дамаського вілаєту та був уповноважений заснувати періодичне видання. Мухаммед Алі здобув освіту в початкових школах Дамаска, а потім продовжив освіту в 1885 році в Бейруті. У 1887 році Ахмад Іззат аль-Абід закрив своє періодичне видання та переїхав до Константинополя (нині Стамбул). Мухаммед Алі разом із сім'єю переїхав до Константинополя, де його відправили до Galatasaray High School, престижної османської середньої школи. Потім він вивчав право в Парижі, Франція, і ісламську юриспруденцію, який закінчив у 1905 році. Тим часом, у 1894 році, його батька представили султану Абдул-Гаміду II, і він стане радником султана, очолить його розвідувальні служби, а також керуватиме іракським містом Мосул.

### Дипломатична і політична кар'єра
Мухаммед Алі аль-Абід вільно володів арабською, французькою та турецькою і любив французьку літературу та економіку. Він також добре володів англійською та перською. Аль-Абід почав працювати в адміністрації закордонних справ. У 1907 році він став послом Османської імперії в Вашингтоні. Однак незабаром він повернувся до Османської імперії, після проголошення конституції Османської імперії 23 липня 1908 року, коли молодотурки повстали проти Абдул-Гаміда II. Його батько втік із Константинополя і поїхав до Лондона. Аль-Абід приєднався до свого батька, подорожуючи між Англією, Швейцарією та Францією, і дістався Єгипту напередодні Першої світової війни.
Аль-Абід повернувся до Дамаска влітку 1920 року, коли Сирія потрапила під мандат Франції. У 1922 році Аль-Абід був призначений міністром фінансів.
30 квітня 1932 року Аль-Абід був обраний до парламенту в Дамаску як кандидат від Національного блоку (Сирія), а потім піднесений до президента 11 червня того ж року.
У 1936 році, після обрання вільного парламенту в Дамаску, він подав у відставку та поїхав до Парижа. Його замінив Хашим аль-Атасі, кандидат від Національного блоку, хоча Сирія залишатиметься під військовим контролем до повної незалежності в 1946 році.
Аль-Абід помер 22 жовтня 1939 року від серцевого нападу в готелі в Римі. Його тіло було перевезено до Бейрута, звідки 16 листопада похоронна процесія вирушила до Дамаска. Бахідж аль-Хатіб став президентом за кілька місяців до своєї смерті.

## Відзнаки
- Командор ордену Почесного легіону (1932)[9]